# 漏澤園
漏澤園是中國古代的一種福利設施，是制度化後的公墓。漏澤園始於北宋宋徽宗崇寧三年，宋徽宗在蔡京建議設置，其後各朝一直沿用。

## 歷史演化
中國的公墓制度，最早可追溯至東漢時期桓帝，其後魏唐等統治者亦有此施政。至北宋宋徽宗時期，
蔡京於1104年2月3日建議設置漏澤園以官地收葬無主及窮乏骸骨，漏澤園制度正式確立，隨後各朝一直沿襲未改，元明皆有設立。
宋代的漏澤園內，單個墓葬很小，一般是兩個方磚上刻上編號、死者姓名、年齡、性別、籍貫、職業、身分、屍體來源、死亡和葬埋日期、占地面積、墓地性質等資料，一個方磚放在墓上，一個方磚放在墓坑中。這使得學者能循此研究分析漏澤園的墓主性質。宋代的漏澤園經費，與居養院、安濟坊同樣，主要來自地方的常平錢。所葬者有三種：一者為死在家中，家境貧窮無法安葬，親屬可請求葬至漏澤園；二者是當地的無主屍；三者是寄放在寺觀中而無親屬認領的無主屍。

## 設備
自北宋以來，漏澤園皆由佛教僧人打理，漏澤園中還建有屋舍，供守園僧居住。漏澤園一般選在高曠不毛之地，四周建有圍欄，阻閑雜人等進入。埋葬者有葬地8或9尺，深3尺，以千字文為號，記死者姓名、鄉貫、年月日等資料。